# Dysphania bicolor
Dysphania bicolor är en fjärilsart som beskrevs av W. Warren 1901. Dysphania bicolor ingår i släktet Dysphania och familjen mätare. Inga underarter finns listade i Catalogue of Life.